# 스코티 피펜
스코티 모리스 피펜(영어: Scottie Maurice Pippen, 1965년 9월 25일 ~ )은 미국의 은퇴한 농구 선수이다.  마이클 조던과 함께 1991년부터 1998년까지 6번이나 불스를 NBA 우승으로 이끌었고, 1992년 바르셀로나 올림픽과 1996년 애틀랜타 올림픽에서 드림팀의 일원으로 참가하여 2연속 금메달을 획득하였다. 마이클 조던이 1993~1994 시즌에서 은퇴하자, 피펜은 조던의 그림자로부터 나오기 시작하였고 그 해에 올스타 게임 MVP 상을 수상하였다.

## 어린 시절
아칸소주 햄버그 출신으로 센트럴 아칸소 대학에 입학한다. 대학교 입학 당시 신장은 185cm였고 포지션도 가드였으나, 3학년이 되자 신장은 2m 에 이르렀고 포지션도 포워드로 바꾸게 된다.

## NBA 경력

### 입문 초기
1987년 신인 드래프트에서 시애틀 수퍼소닉스의 1라운드 전체 5위(전체 1위는 샌안토니오 스퍼스의 지명을 받은 데이비드 로빈슨)의 지명을 받았으나, 이후 시카고 불스로 트레이드된다. 트레이드의 맞상대는 올덴 폴리니스였다. 신인 파워포워드 호러스 그랜트와 함께 시카고 불스의 신진 포워드 라인을 구축했으며, 당시 팀 내 주전 포워드였던 브래드 셀러와 찰스 오클리의 백업선수로 활약하기 시작한다.
1988년 플레이오프 동안에 피펜은 스몰 포워드 포지션으로 시작하기를 청구하여 조던이 이끄는 불스가 처음으로 컨퍼런스 준결승전에 도달하는 데 도움을 준다. 피펜은 NBA의 세 번째 스틸 지도자임은 물론, 한 게임에 15.5 포인트, 6.7개의 리바운드, 48.9%의 필드 골 슛을 기록하였다. 이 업적들은 피펜이 1990년 올스타 선출에 데뷔하는 계기가 되었다. 피펜은 지속적으로 향상시키면서 불스가 1989년과 1990년 컨퍼런스 결승전에 진출하는 데 도움을 주었다. 그런데 이 두개의 컨퍼런스 결승전에서 불스는 디트로이트 피스톤즈에게 패하였고, 피펜은 결론적 7번째 경기에서 편두통을 겪고 말았다.

### 시카고 불스의 첫 3연패
1991년 피펜은 불스의 주요한 방어적 구원 선수와 필 잭슨 감독의 삼각형 공격에 다방면 득점 위협으로서 나타났다. 그는 불스의 첫 3연패(1991, 1992, 1993)로 이끄는 데 도움을 주었다.
피펜은 10개의 NBA 올디펜시브 팀 신호를 얻었다. 1992년 바르셀로나 올림픽 최초의 드림 팀에 임명되었다. 미국 팀이 금메달을 획득하면서 피펜과 조던은 같은 해 NBA 결승전과 올림픽 금메달을 우승한 첫 선수들이 되었다.

### 조던의 은퇴와 피펜의 홀로서기
마이클 조던이 1993-94 시즌 전에 은퇴하였고, 그의 결석으로 피펜은 조던의 그림자로부터 나타났다. 그해에 그는 올스타 경기 MVP 명예를 얻었고, 득점, 원조, 블록에서 불스를 이끌어 22.0점의 포인트, 8.7개의 리바운드, 2.9개의 스틸, 1.9개의 3점슛을 평균하였다. 그의 노력으로 처음의 NBA 퍼스트 팀 승인을 얻고 MVP 선출에서 3위로 왔다. 불스는 시즌을 55개의 승리로 끝냈다.
1994년 NBA 플레이오프에서 동부 컨퍼런스 준결승전은 불스가 뉴욕 닉스와 맞붙였다. 5월 13일 시리즈에서 0-2로 내려가고 3번째 경기에서 102-102로 묶이면서 필 잭슨 감독은 컨퍼런스 결승전에 가는 데 아무 기회를 가지는 데 자신의 팀으로부터 큰 플레이를 필요로 하였다. 1.8초가 남으면서 잭슨은 피펜이 농구에 귀항하기를 지시하면서 신인 선수 토니 쿠코치를 위한 마지막 플레이를 디자인하였다. 조던의 결석과 함께 불스의 긴 시즌을 이끌던 피펜은 잭슨이 그를 경기에 출석시키지 않는 결정에 화를 냈다고 한다.
6번째 경기에서 피펜은 자신 경력의 서명적 플레이를 만들었다. 3번째 쿼터의 중간쯤에서 불스의 속공(fast break)중에 공을 받아 바스켓을 향하여 돌격하였다. 센터 패트릭 유잉이 슛을 방어하기 위하여 뛰어오르면서, 피펜은 완전히 공을 넓히며 유잉으로부터 바디 콘택트를 열중시켜 후프에 슬램시켰다. 바스켓으로부터 7 피트 떨어져 상륙한 피펜은 부수적으로 넘어진 유잉 곁에서 지켜보았다. 그러고나서 유잉과 닉스를 성원하러 온 스파이크 리에게 조롱적 비평을 만들었다.
불스는 7번째 경기에서 닉스에게 패하고 말았으며, 5번째 경기에서 피펜이 심판 휴 홀린스에 의하여 경기의 감소된 초에서 닉스의 휴버트 데이비스에 터치 파울에 의한 불러나면서 닉스가 7개의 경기 시리즈를 승리하는 도움을 주었다.
1994년 오프 시즌 동안에 피펜이 단계적으로 확대한 관련 소문이 퍼졌다. 보도적으로 의하면, 불스의 총감독 제리 크라우스는 피펜을 올스타 포워드 숀 켐프를 위한 시애틀 수퍼소닉스 교환에 보내고, 올랜도 매직으로 이적하는 호러스 그랜트의 포지션을 켐프로 채우면서 토니 쿠코치를 피펜의 포지션에 옮긴다고 하였다. 그러나 이적은 이루어지지 않았고, 조던이 불스에 1994-95 시즌 후반에 복귀한다는 선언이 들어왔다.

### 시카고 불스의 두 번째 3연패
조던의 복귀와 2회의 챔피언 선수 데니스 로드먼의 보강과 함께 불스는 1995-96 시즌에 수퍼소닉스를 꺾고 4번째 우승을 하는 길을 가면서 NBA 역사상 최고 정규 시즌 기록을 남겼다. 그해의 후반에 피펜은 1996년 애틀랜타 올림픽 금메달 획득과 NBA 결승전을 같은 해에 우승한 첫 선수가 되었다.
그 시즌에 이어, 불스는 결승전에서 유타 재즈를 꺾고 다시 타이틀을 우승하였다. 1997-98 시즌은 피펜, 조던, 잭슨의 마지막이 된 사색의 한복판에 불스는 다시 재즈를 꺾고 두 번째 3연패를 이루었다. 1997년 리그의 50번째 시즌을 축제벌이면서, 피펜은 NBA의 가장 위대한 선수들 50명 중의 하나로 선택되었다.

### 이후의 경력
11시즌동안 불스에서 활약한 뒤, 1998년 휴스턴 로키츠로 이적하여, 하킴 올라주원과 찰스 바클리와 팀을 이루었다. 그러나 바클리와 팀 내 갈등이 발생했고, 팀 성적도 기대에 못미친다. 로케츠에서 짧고 고립된 시즌을 보낸 그는 포틀랜드 트레일블레이저스로 이적하여 서부 지역 경기에 도달하는 도움을 주었다. 그러나 7개의 경기에서 로스앤젤레스 레이커스에게 패하고 말았다. 시카고 불스로 다시 돌아온 그는 마지막으로 1년간 활약하다가 2004년에 은퇴하였다.
은퇴 후, 시카고 불스의 농구 분석해설자로 가끔 활약하기도 하였다가, 로스앤젤레스 레이커스의 특별 조감독을 지냈다. 2005년 12월 25일 ABC TV에서 NBA의 스튜디오 분석해설자로 데뷔하였다.